# Кенгуру (клуб)
«Кенгуру» — легкоатлетичний спортивний клуб у м. Тернопіль.
Утворений при обласному ФСТ «Колос» (1993). Мета: тестування і добір школярів міста для занять легкої атлетикою, організація юнацьких змагань, залучення спонсорів для підтримки і розвитку легкої атлетики на Тернопільщині.
«Кенгуру» співпрацює з ТНПУ.
1993—1996 члени «Кенгуру» О. Король та О. Стефанишин стали чемпіонами України серед юніорів; бронзовими призерами чемпіонатів Європи — Н. Шимон (1993, Іспанія) та Д. Мишка (1995, Угорщина).
Апробовану в клубі систему добору застосував у Хорватії (1996—1998) тренер «Кергуру» М. Васірук. Результат — деякі із протестованих дітей згодом стали чемпіонами та призерами Хорватії, Б. Влашіч — чемпіон світу серед юніорів зі стрибків у довжину (2000).
1995—2001 протестовано близько 3000 школярів Тернополя. Найкращі з них — чемпіони та призери першостей України: О. Краснолобов, Н. Чернецька, В. Чикало, М. Яцишин.